# Estádio Inca Garcilaso de la Vega
O Estádio Inca Garcilaso de la Vega é um estádio localizado na cidade de Cuzco, no Peru.
Inaugurado em 1950, tinha capacidade para 22.000 torcedores, mas para ser uma das sedes da Copa América 2004 teve sua capacidade ampliada para 42.000 lugares.
O estádio é a casa dos três clubes de futebol de Cusco, o Cienciano, o Deportivo Garcilaso e o Cusco FC.  Está localizado a 3.350 metros acima do nível do mar, figurando na 8ª posição entre os estádios de futebol de maior altitude do mundo.